# Serres de Vilanova
|  | No s'ha de confondre amb la Serra de Vilanova. |

Les Serres de Vilanova és una serra a cavall dels municipis de Soses i Torres de Segre a la comarca del Segrià, amb una elevació màxima de 231,9 metres.